# Lyons (Ohio)
Lyons è un villaggio degli Stati Uniti d'America, situato nello stato dell'Ohio, nella contea di Fulton.